# Heino Schmieden

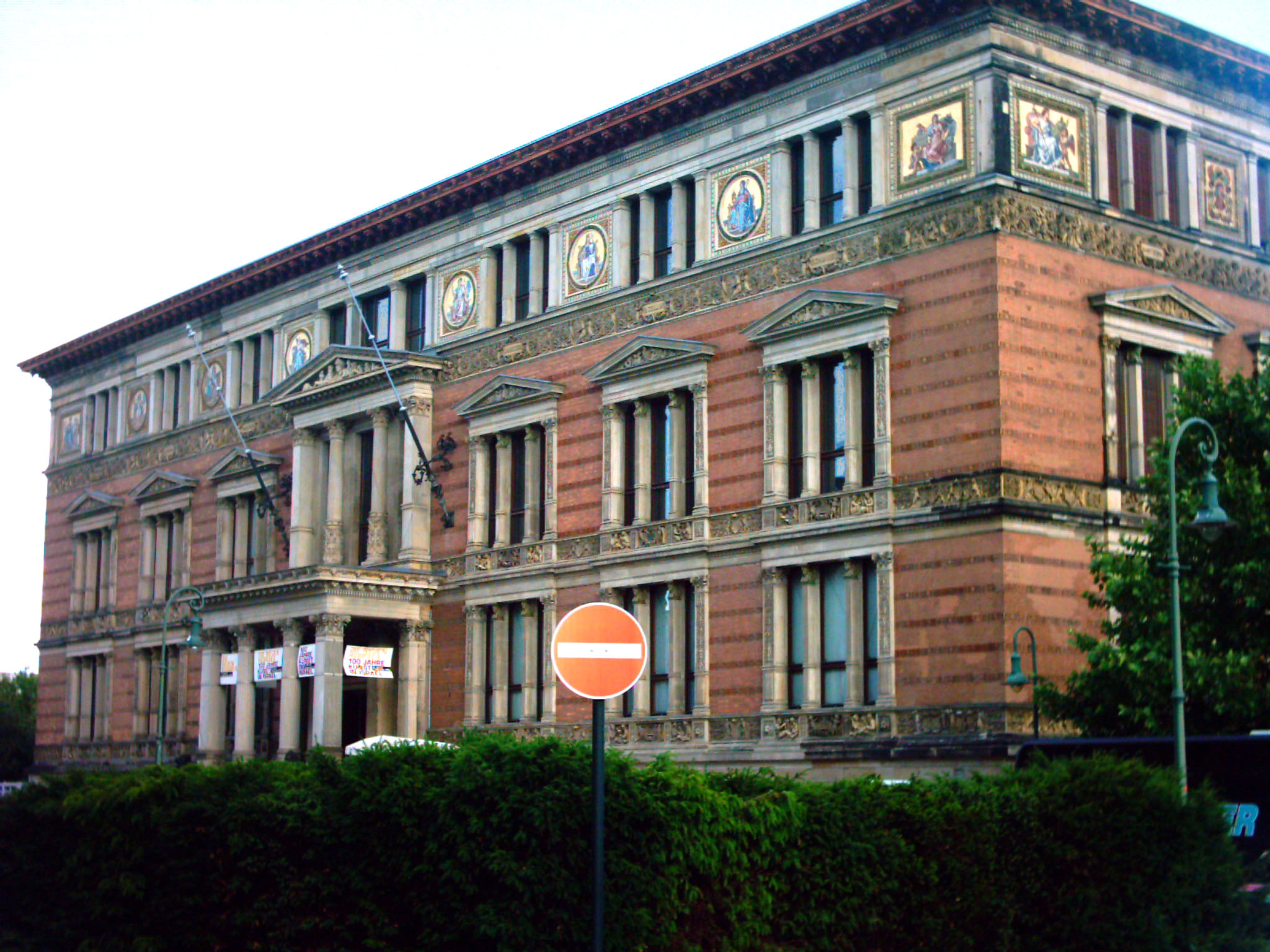
Musée des Arts décoratifs de Berlin

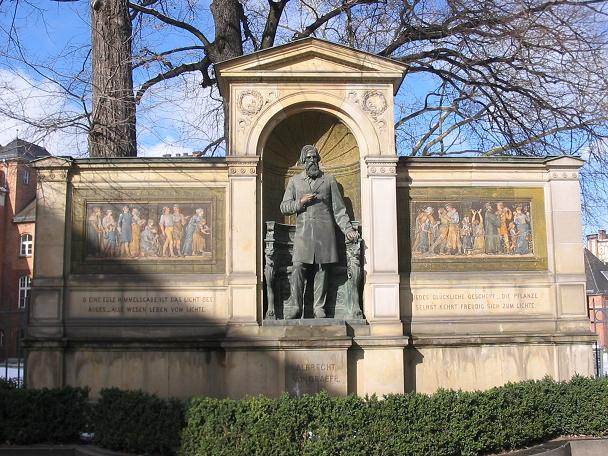
Monument à Albrecht von Graefe à Berlin

Heino Schmieden (né le 15 mai 1835 à Soldin et mort le 7 septembre 1913 à Berlin) est un architecte prussien.

## Biographie
À partir de 1854, Schmieden étudie à la célèbre Académie du bâtiment de Berlin et termine avec succès son stage ultérieur dans l'administration des bâtiments publics en 1866 avec l'examen pour devenir maître d'œuvre du gouvernement. Au cours de sa dernière année d'études, Schmieden poursuit ses études lors de ses voyages en France, en Grande-Bretagne et en Italie. Avec des exigences artistiques élevées, il réalise des plans de musées, d'hôpitaux, de monuments et de villas, mais conçoit également de nombreux bâtiments résidentiels et commerciaux. En 1875/1876, le manoir de Gentzrode près de Neuruppin est construit selon ses projets dans le style orientalisant pour le marchand Alexander Gentz ; les deux sont restés amis tout au long de leur vie. Jusqu'à sa mort en 1880, lui et Martin Gropius forment l'un des plus grands cabinets d'architectes de Berlin, le cabinet d'avocats Gropius & Schmieden. Les bâtiments les plus célèbres du groupe architectural Gropius & Schmieden sont le nouveau bâtiment du musée des Arts décoratifs de Berlin, aujourd'hui connu sous le nom de bâtiment Martin-Gropius, et l'hôpital de Friedrichshain (de).
L'entreprise est ensuite continuée avec Rudolph Speer (de) jusqu'en 1893 et avec Viktor von Weltzien (de) jusqu'en 1888. De 1899 à 1913, il travaille avec l'architecte Julius Boethke (de). Heinrich Schmieden, le fils de Heino Schmieden, travaille depuis 1907 dans l'entreprise Schmieden & Boethke. Heino Schmieden se retire progressivement de l'entreprise. La similitude des noms entre le père et le fils Schmieden signifie que leurs parts dans l'entreprise au cours de cette période ne peuvent pas toujours être clairement attribuées. Après le décès de Heino Schmieden, Heinrich Schmieden reprend la part de son père dans l'entreprise et continue à travailler avec Julius Boethke.

## Reconnaissance
Le travail de Schmieden reçoit une large reconnaissance au cours de ses dernières années ; il devient membre de l'Académie prussienne du génie civil (de) en 1881 et de l'Académie prussienne des arts en 1887. Le ministère lui décerne la médaille d'or pour services rendus à la construction, l'Université technique de Berlin lui décerne un doctorat honorifique en ingénierie et le Royal Institute of British Architects en fait un membre correspondant
Heino Schmieden décède à l'âge de 78 ans. Sa tombe se trouve à l'ancien cimetière Saint-Matthieu à Berlin-Schöneberg (tombe honorifique de la ville de Berlin depuis 1980).
En 2020, l'arrondissement berlinois de Marzahn-Hellersdorf baptise Heino-Schmieden-Weg le domaine historique de Biesdorf.

## Œuvres (sélection)

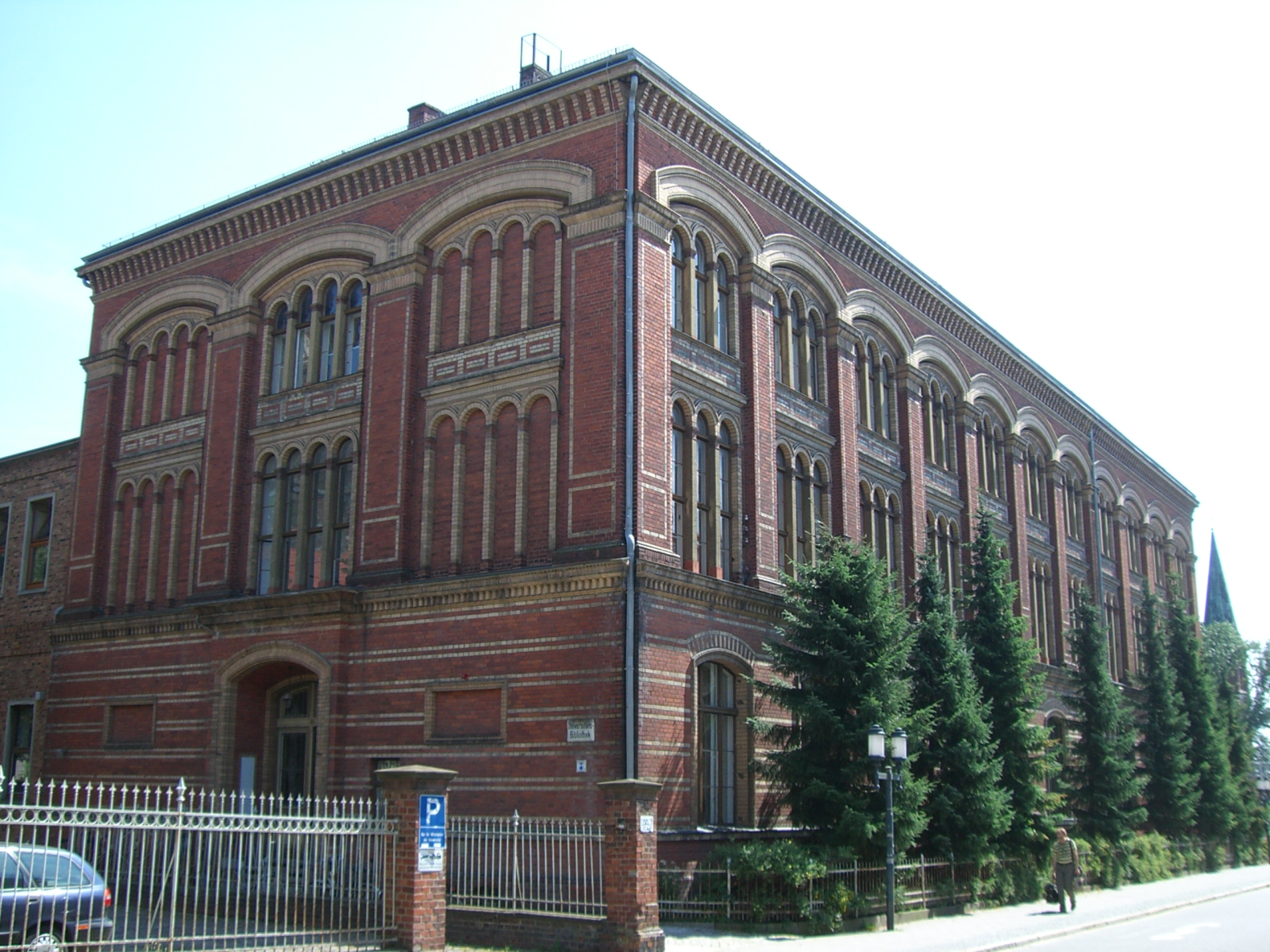
Ancienne bibliothèque universitaire de Greifswald

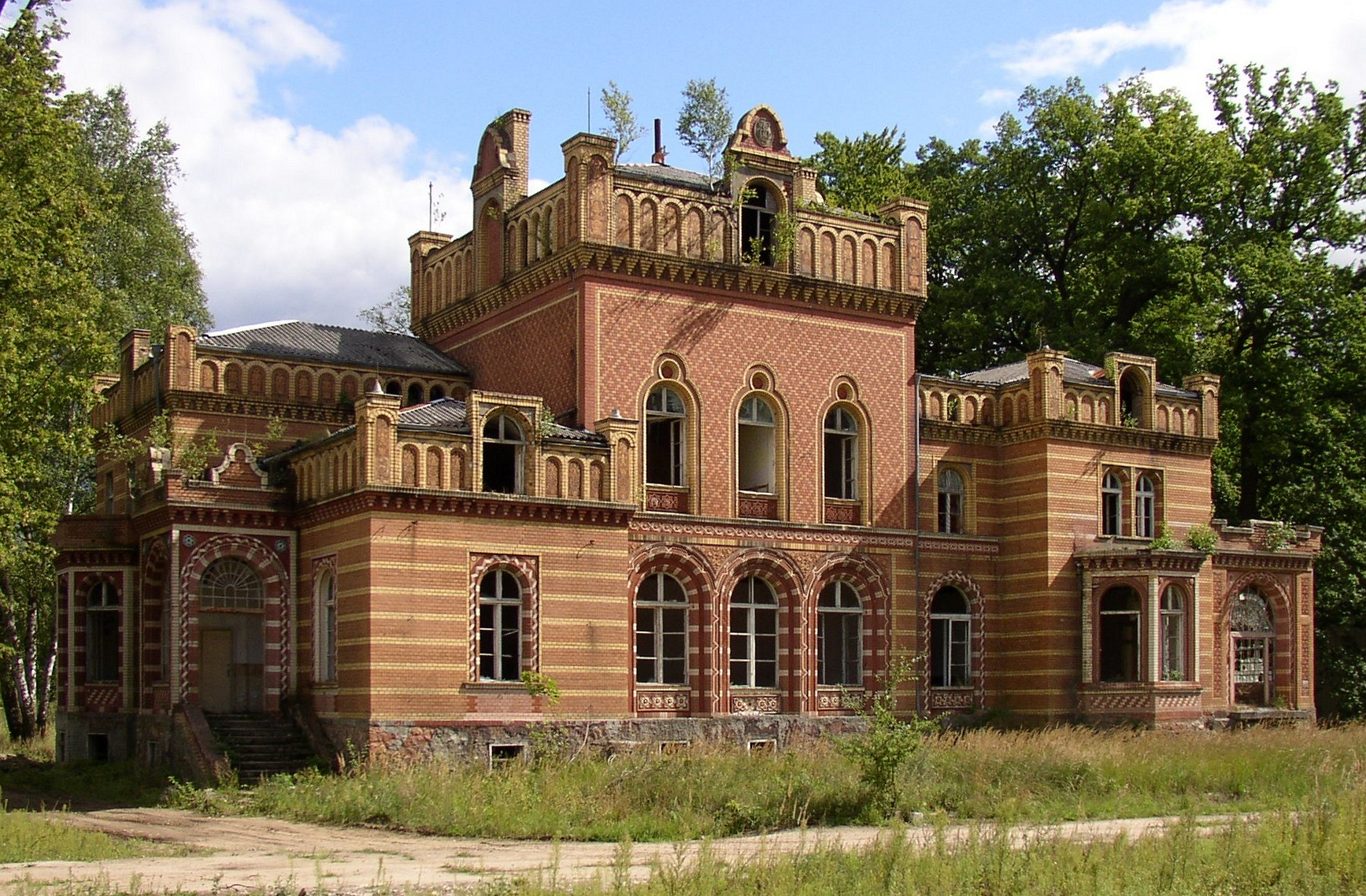
Manoir à Neuruppin- Gentzrode

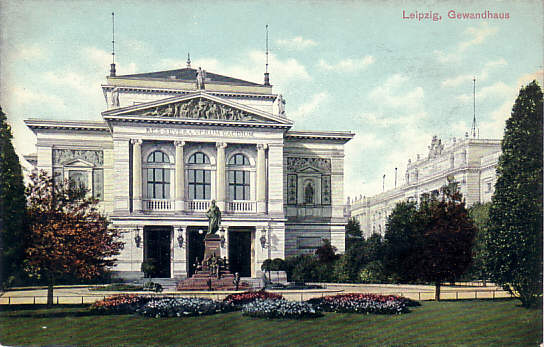
Salle de concert (« Neues Gewandhaus ») à Leipzig

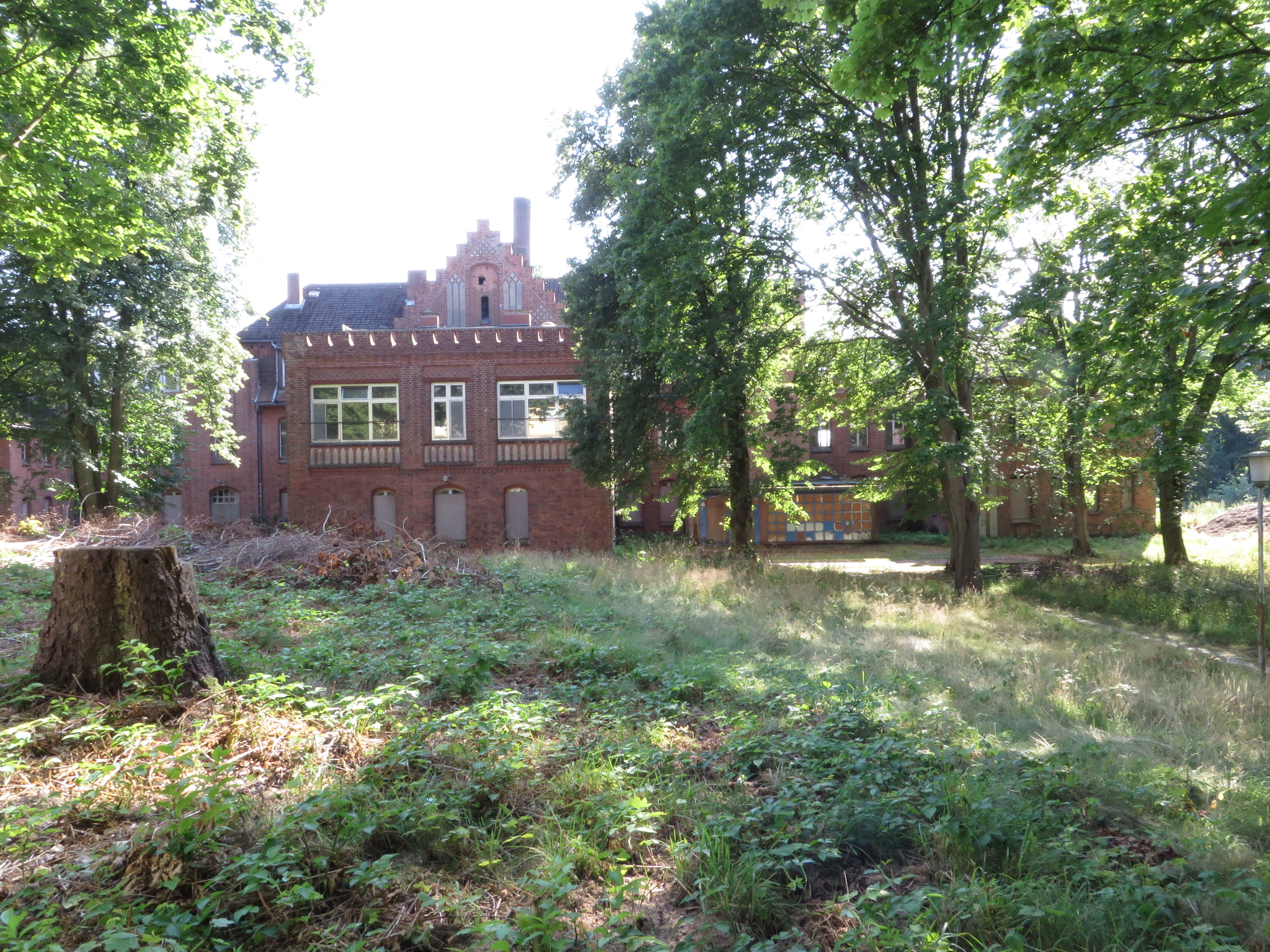
Hôpital de la Marine de Flensbourg - Mürwik

- 1861–1863: Château de Hünegg sur les rives du lac de Thoune, près d'Hilterfingen[1]
- 1868: Château de Biesdorf (de) à Biesdorf, villa à tour de style néoclassique tardif (classée monument historique)
- 1868–1874: Hôpital de Friedrichshain (de) à Berlin-Friedrichshain (en collaboration avec Martin Gropius)
- Années 1870 : Propre maison d'habitation sur la Lützowplatz à Berlin-Tiergarten[1]
- 1875–1876: Manoir dans le quartier orientalisant de Gentzrode près de Neuruppin
- 1877–1880: Bâtiment administratif de la direction royale prussienne des mines de Sarrebruck (de) (en collaboration avec Martin Gropius) dans le style de la Renaissance florentine (classé monument historique)
- 1877–1881: Musée des Arts décoratifs de Berlin à Berlin-Kreuzberg dans le style d'un palais italien de la Renaissance, connu aujourd'hui sous le nom de « Martin-Gropius-Bau » (en collaboration avec Martin Gropius)
- 1878: Hôpital de garnison à Coblence-Ehrenbreitstein (appelé aujourd'hui « Bâtiment Martin-Gropius (de) ») (en collaboration avec Martin Gropius)[5]
- 1878–1883: Clinique ophtalmologique universitaire de la Charité à Berlin-Mitte (en collaboration avec Martin Gropius)
- 1878–1883: Clinique gynécologique universitaire de la Charité à Berlin-Mitte (en collaboration avec Martin Gropius)
- 1880–1882: Bibliothèque universitaire de Greifswald (en collaboration avec Martin Gropius)[6]
- 1881–1884: Bibliothèque universitaire de Kiel (en collaboration avec Martin Gropius)
- 1882: Monument à Albrecht von Graefe dans la Luisenstraße (de) à Berlin-Mitte (d'après un projet plus ancien, en collaboration avec Martin Gropius et le sculpteur Rudolf Siemering)
- 1882–1884: Nouveau Gewandhaus à Leipzig (en collaboration avec Martin Gropius) (graves dommages de guerre, ruines démolies en 1968)
- 1885–1886: Immeuble d'habitation Kurfürstenstraße 21/23 à Berlin-Tiergarten (Néo-Renaissance)
- 1886–1887: Bâtiment administratif de la Deutschen Lebens-, Pensions- und Rentenversicherungsgesellschaft à Potsdam (bâtiment d'angle à la porte de Nauen en formes néo-Renaissance)
- 1888: Hôpital pour enfants Empereur-et-Impératrice-Frédéric (de) à Berlin-Wedding[7]
- 1891–1893: Bâtiment de la banque Mendelssohn (de) (en collaboration avec Rudolf Speer)
- 1892–1895 Hôpital de l'arrondissement de Bernbourg (bâtiment administratif classé monument historique)[8]
- 1894–1896: Hôpital de Britz (de); l'hôpital de l'arrondissement de Teltow (de) à Britz est créé sur le modèle de Bernbourg[9]
- 1895: Hôpital Saint-Jean (de) à (Oberhausen-)Sterkrade (classé monument historique)
- 1897–1901: Hôpital de la ville (de) à Brandebourg-sur-la-Havel
- 1898–1902: 1re tranche de construction des centres de soins de Beelitz (de) (en collaboration avec Julius Boethke)
- vers 1900: Hôpital à Dessau[1]
- vers 1900: Hôpital militaire à Tempelhof[1]
- vers 1900: Hôpital de l'arrondissement de Lichterfelde[1]
- vers 1900–1903: Hôpital de la ville (de) à Charlottenbourg-Westend[1],[10]
- 1900–1902: Centre de soins Saint-Jean (de) à Sorge (Harz) (en collaboration avec Julius Boethke)[11]
- 1901–1902: Centre de soins pulmonaires Holsterhausen (aujourd'hui : Ruhrlandklinik) à Essen-Heidhausen (en collaboration avec Julius Boethke ; à l'exception de la villa du médecin, entièrement remplacée par de nouveaux bâtiments)
- 1906–1912: Établissement d'État de santé et de soins (de) à Herborn (en collaboration avec Julius Boethke)
- 1907–1910: Hôpital de la Marine avec villa du médecin-chef (de) à Flensbourg-Mürwik, créé en même temps que les bâtiments de l'école de la Marine et le château d'eau de la Marine (de) (monument historique)
- 1908–1909: Casino du corps des officiers de l'inspection de la Landwehr à Charlottenbourg (aujourd'hui Musée de la photographie (de)) (classé monument historique)
- 1913–1914: „Foyer Oskar-Helene (de) pour la guérison et l'éducation des enfants infirmes“ (à partir de 1937 clinique universitaire orthopédique de la Charité) à Dahlem (en collaboration avec Julius Boethke, achevée à titre posthume, démolie en 2015)